# Esoftalmo
Per esoftalmo o proptosi si intende una protrusione del bulbo oculare oltre la rima palpebrale. L'esoftalmo può essere diretto (l'occhio si presenta semplicemente spinto in avanti) o indiretto (in cui è presente uno spostamento anche laterale del bulbo oculare). Il tipo diretto può essere provocato da formazioni di natura traumatica o tumorale, mentre il secondo caso è più comunemente causato da processi malformativi od infiammatori cronici, nonché da patologie che interessano la tiroide, come l'ipertiroidismo (malattia di Basedow).
La protrusione dei globi all'esterno è causata dall'inserimento di cellule mononucleate e di linfociti.
L'entità della patologia viene espressa in millimetri, descrivendo in questo modo di quanto il bulbo oculare si presenta spostato dalla sua normale posizione. Tale misura viene effettuata con uno strumento detto esoftalmometro o con l'imaging a risonanza magnetica lungo il piano neurooculare, sul quale si può misurare l'indice oculo orbitario.
Questo è la percentuale dell'asse anteroposteriore del globo oculare posta oltre l'arcata orbitale. Se supera il 70% si parla di esoftalmia assiale di I grado; il grado II ha un indice del 100%, il grado III è superiore al 100% (esorbitismo). Nei bambini e negli anziani è normale un'enoftalmo (tra 30-68 fino a 7 anni).
Se la patologia è progressiva, la continua esposizione dell'occhio può provocare secchezza, infezione ed ulcerazione della cornea (nei casi più gravi, infatti, il paziente è impossibilitato a chiudere l'occhio).
Solitamente si presentano sintomi associati a tale patologia, quali diplopia, alterazione del campo visivo ed ulcerazioni della cornea.